# Ophioscion imiceps
Ophioscion imiceps és una espècie de peix de la família dels esciènids i de l'ordre dels perciformes.

## Morfologia
- Els mascles poden assolir 25 cm de longitud total.[5][6]

## Alimentació
Menja invertebrats bentònics.

## Hàbitat
És un peix marí, de clima tropical i demersal.

## Distribució geogràfica
Es troba a l'oceà Pacífic oriental: des de Guatemala fins al nord de l'Equador.

## Observacions
És inofensiu per als humans.